# Coptops nigropunctatus
Coptops nigropunctatus är en skalbaggsart som beskrevs av Leon Fairmaire 1871. Coptops nigropunctatus ingår i släktet Coptops och familjen långhorningar.
Artens utbredningsområde är Madagaskar. Inga underarter finns listade i Catalogue of Life.